# Atala Master
L'Atala Master era un ciclomotore costruito dall'azienda Atala a partire dall'anno 1984. 

## Il contesto
Il Master apparteneva alla categoria dei "tuboni", ed era imparentato con il Rizzato Califfone, con il quale condivideva motore (Rizzato 122 nel caso del monomarcia e Motori Minarelli nel caso di marce multiple), cerchi, forcella, e telaio (in modo parziale).
L'avviamento era a pedivella, come nel caso dell'Atala Califfone, la trasmissione secondaria era a catena, con un rapporto di 10/44 di serie. Il serbatoio era inglobato nel telaio, ma a differenza del Califfone, il rifornimento poteva essere fatto dal bocchettone posto sotto la sella, e la valvolina di sfogo era nella parte anteriore del telaio-serbatoio. Inoltre fu uno dei primi ciclomotori ad avere il tachimetro di serie.
Venne prodotto in diverse versioni, a partire dalle economiche (Master LF, Master LL, Master LD, Atala Idea) alle sue versioni più costose e popolari all'epoca (Master Hydro 4M/3M, Master LF 4M/3M)